# Ernst Johann von Biron

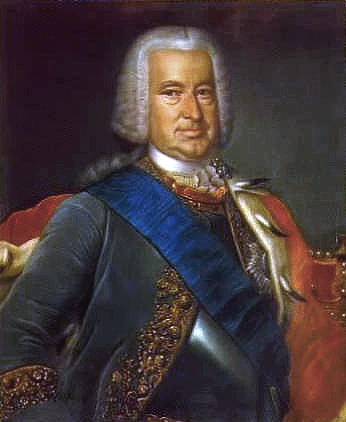
Ernst Johann von Biron in den 1760er Jahren

Ernst Johann von Biron (* 23. November 1690 in Kalnzeem, Semgallen, Herzogtum Kurland und Semgallen (heute zu Lettland); † 29. Dezember 1772 in Mitau) war Herzog von Kurland und Semgallen sowie im Jahr 1740 Regent des Russischen Kaiserreichs.

## Herkunft und Aufstieg
Ernst Johann von Biron entstammte der seit 1564 in Kurland heimischen Familie Bühren, die 1638 vom polnischen König Władysław IV. Wasa geadelt wurde, jedoch nicht zur kurländischen Ritterschaft gehörte. Seine Eltern waren Carl von Bühren (1653–1735), polnischer Cornett, und Catharina Hedwig, geborene von der Raab (1663–1740). Er soll in Königsberg studiert haben und heiratete 1723 Benigna Gottliebe von Trotta gen. Treyden (1703–1782). Das Paar hatte zwei Söhne, Peter (1724–1800) und Carl Ernst (1728–1801) sowie eine Tochter Hedwig Elisabeth (1727–1793).
Biron war zuerst Sekretär, dann Hofmeister und enger Vertrauter der Herzogin-Witwe Anna Iwanowna von Kurland, einer Halbnichte Peters des Großen. Bald machte er sich bei ihr unentbehrlich. Als Anna 1730 Zarin von Russland wurde, ging er mit nach Sankt Petersburg, und sie bewahrte ihm – trotz des Protestes des russischen Adels – weiterhin ihre Gunst. Gleichzeitig überließ sie ihm als Oberkammerherrn die Regierungsgeschäfte. Im gleichen Jahr wurde er von Kaiser Karl VI. zum Grafen des Heiligen Römischen Reiches ernannt und in die kurländische Ritterschaft aufgenommen. Zur selben Zeit nahm er den Namen und das Wappen der französischen Herzöge von Biron an.
Innerhalb kurzer Zeit wurde er der mächtigste Mann im russischen Reich. Obwohl er der Regierung nicht angehörte und kein Staatsamt innehatte, leitete er zusammen mit Burkhard Christoph von Münnich und Heinrich Johann Friedrich Ostermann bedeutende Angelegenheiten des Staates. Er hatte die Kontrolle über die Finanzen und war in der auswärtigen Politik tätig, z. B. indem er im Polnischen Thronfolgekrieg den russischen Einfluss in Polen behaupten konnte. Durch seine enge Beziehung zur Zarin, seinen Ehrgeiz und seine Habsucht zog er jedoch den Hass des russischen Adels auf sich.
Zarin Anna überhäufte Biron mit Geschenken, Orden und höfischen Würden. Von ihr kamen die Gelder für seine kurländischen Schlösser, seinen prachtvollen Haushalt und den Ankauf verpfändeter kurländischer Rittergüter. Mit dem Kauf der niederschlesischen Standesherrschaft Groß Wartenberg legte er die 180.000 Taler, die er von der Kaiserin aus Freude über die Eroberung Danzigs 1734 erhalten hatte, vorsichtshalber im Ausland an.
1737, nach dem Tod des letzten Herzogs Ferdinand Kettler aus der Dynastie Kettler, erwählte ihn die kurländische Ritterschaft zum neuen Herzog von Kurland, während zwei russische Regimenter unter dem Kommando von Ludolf August von Bismarck die Residenzstadt Mitau besetzt hielten. Obwohl Biron weiterhin in Petersburg blieb, wurde die Wahl durch den polnischen König August III. anerkannt. Dieser war Lehnsherr von Kurland und revanchierte sich damit für die Unterstützung Russlands bei seiner eigenen Wahl 1733.
Auf Birons eigenen Wunsch hin ernannte Zarin Anna ihn kurz vor ihrem Tod am 17. Oktober 1740 zum Vormund ihres unmündigen, am 23. August 1740 geborenen Nachfolgers Iwan VI., in dessen Namen er die Position eines Reichsregenten einnehmen und damit die volle Macht gewinnen sollte. Seine Regentschaft war jedoch von kurzer Dauer.

## Abstieg
Ernst Johann Biron war prachtliebend und genusssüchtig, herrisch und grausam. Persönliche Gegner wurden rücksichtslos und unerbittlich verfolgt. Während seiner Regentschaft wurden viele Menschen hingerichtet: 12.000 Empörer sollen exekutiert und 20.000 nach Sibirien verbannt worden sein. Mehrere Adelsfamilien gingen ins Exil.
Mit dem Tod der Zarin Anna spaltete sich die einflussreiche Bironowschtschina, wie man die Partei der Deutschen und Ausländer am Hof später nannte; Minister Ostermann ging auf Distanz zu Biron und Generalfeldmarschall Burkhard Christoph von Münnich wurde sein Feind. Mit Hilfe des Preobraschensker Leib-Garderegiment verhaftete ihn Münnich am 20. November 1740 im Namen der Mutter Iwans, Prinzessin Anna von Mecklenburg. Auch seine Familie wurde gefangen genommen. In Schlüsselburg wurde er vor ein außerordentliches Gericht gestellt, an dessen Spitze Münnich selbst stand. Er wurde wegen Hochverrats, Majestätsbeleidigung und Unterschlagung verurteilt. Er verlor alle Ämter und Würden, sein Vermögen wurde konfisziert und die ganze Familie lebenslang nach Pelym in Sibirien verbannt. Es wurde ihm jedoch erlaubt, zwei Geistliche, einen Teil seiner Dienerschaft und seiner Bibliothek mitzunehmen. Auch für seinen Lebensunterhalt wurde gesorgt.
Durch einen Staatsstreich wurde am 6. Dezember 1741 Elisabeth I. Zarin von Russland. Der kleine Iwan, seine Eltern, Münnich, Ostermann und andere Gegner Birons wurden verhaftet. Schon am 20. Dezember 1741 rief die Zarin Biron aus Sibirien zurück und wies ihm Jaroslawl als Wohnsitz an, während Münnich in das Gefängnis Birons nach Sibirien geschickt wurde. Trotzdem ließ die Zarin 1758 dem kurländischen Lehnsfürsten und polnischen König August III. erklären, dass Biron niemals freikäme. Die kurländische Ritterschaft wählte daraufhin den sächsischen Prinzen Karl, einen Sohn Augusts III., zum neuen Herzog.

## Rückkehr und Ende

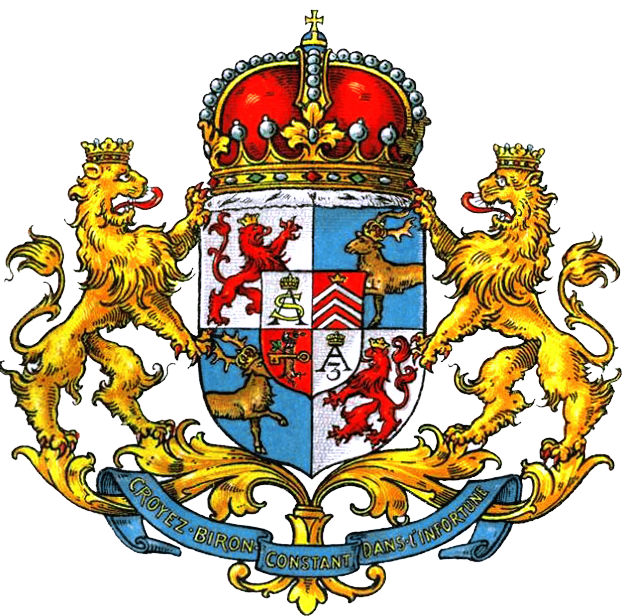
Wappen der herzoglichen Familie Biron von Curland (1769)

Nach Elisabeths Tod 1761 wurde ihr Neffe Peter III. neuer russischer Zar. Kurz vor seinem Tod 1762 hob er Birons Verbannung förmlich auf, beabsichtigte jedoch nicht, ihm das Herzogtum Kurland zurückzugeben. Bei seiner Rückkehr wurde er von seiner Frau und seinen zwei Söhnen begleitet. Sein höchstes Vertrauen besaßen wohl sein bisheriger Bevollmächtigter in Kurland, der Freiherr von Knigge, der dann zum Oberhofmarschall ernannt wurde, sowie Friedrich Wilhelm Raison, den er in Riga traf und der dem Herzogshaus beinahe 30 Jahre dienen würde.
Peters Witwe, Zarin Katharina II., setzte Biron 1763 trotz politischer Einwendungen Sachsens wieder als Herzog von Kurland ein, und der regierende Herzog Carl von Sachsen musste auf Russlands Druck hin zurücktreten. Ein Teil der kurländischen Ritterschaft versagte Biron jedoch die Huldigung. Trotz seiner autokratischen Neigungen soll er Kurland mild und gerecht regiert haben. 1769 verzichtete er auf das Amt und setzte seinen ältesten Sohn Peter zum neuen Herzog von Kurland ein. Im Alter von 82 Jahren starb er 1772 in Mitau.

## Was blieb
- Seine sichtbarsten Spuren sind das Schloss Rundāle (Ruhenthal) nahe Bauska (Bauske) und das Schloss Jelgava (Mitau), die beide von Bartolomeo Francesco Rastrelli erbaut wurden.
- Die schon 1734 erworbene freie Standesherrschaft Groß Wartenberg in Schlesien, die während der Verbannungsjahre von 1740–1763 zuerst ein Jahr seinem Todfeind Münnich, danach dem preußischen Königshaus und 1762–1763 nochmals Münnich gehörte, blieb bis 1945 im Besitz der Familie Biron von Curland.
- Im Kurländischen Provinzialmuseum in Mitau befindet sich ein Porträt Ernst Johanns.
- Für die Herrschaft einer landfremden Adelsclique bürgerte sich im Russischen die Bezeichnung Bironowschtschina ein.

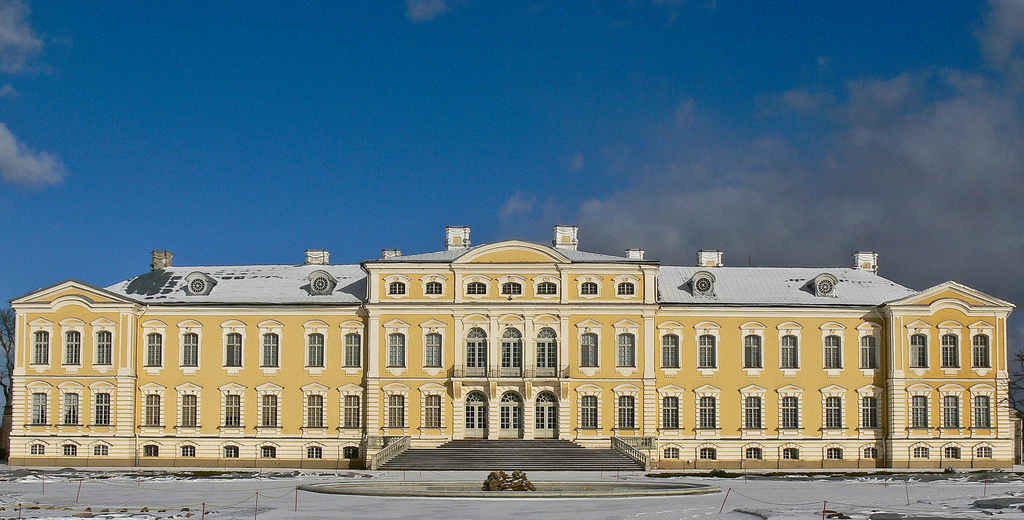
Sommerresidenz Ruhenthal (Rundāle), Semgallen
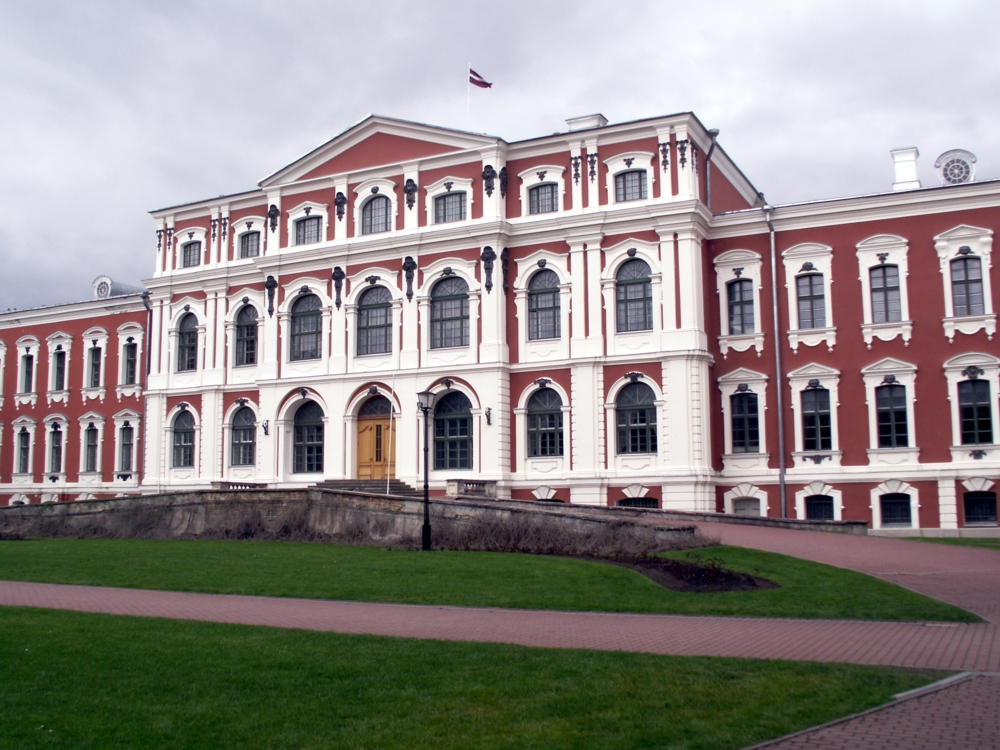
Residenzschloss Mitau (Jelgava), Semgallen
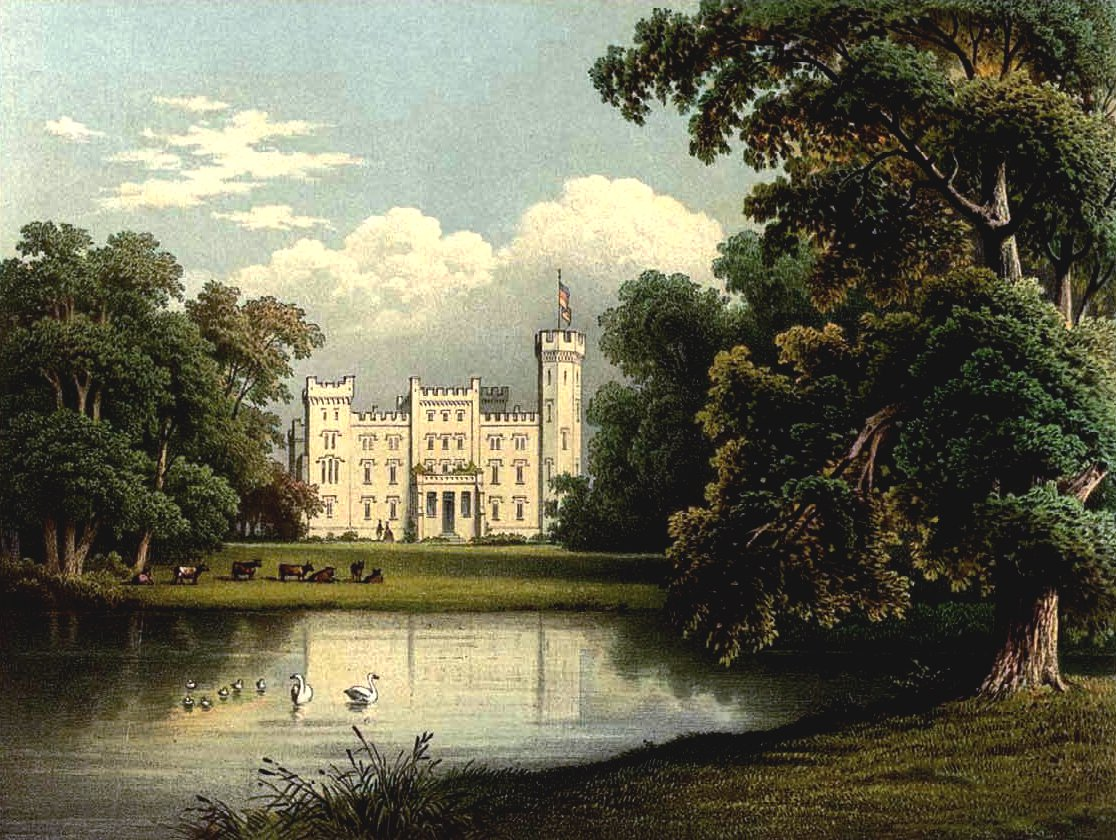
Schloss Groß-Wartenberg, Schlesien, um 1860